# Hubert Latham
Arthur Charles Hubert Latham, född 10 januari 1883 i Paris, död 7 juni 1912 nära Fort Archambault i Franska Kongo, var en fransk pilot, reservofficer, idrottsman och jägare.
Latham försökte flyga över Engelska kanalen 15 juli 1909, men misslyckades. Han satte höjdrekordet med 155 meter under de första stora internationella flygtävlingarna vid Reims i augusti 1909. Latham förvärvade under höstmanövrerna i Picardie i september 1910 anseende som Frankrikes mest framstående militärpilot. Han avled under en jaktresa till Kongo 1912.

## Galleri

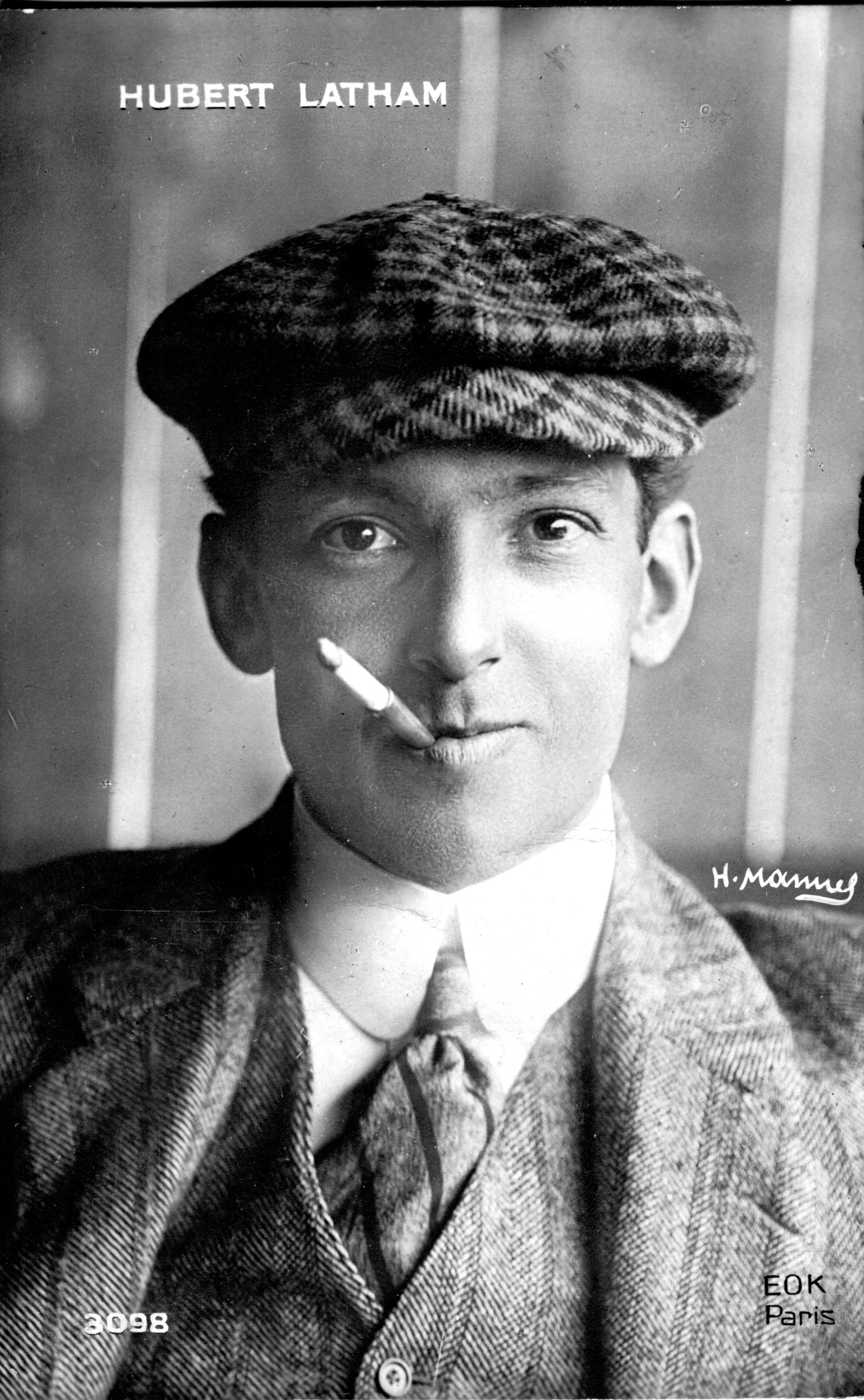
Hubert Latham
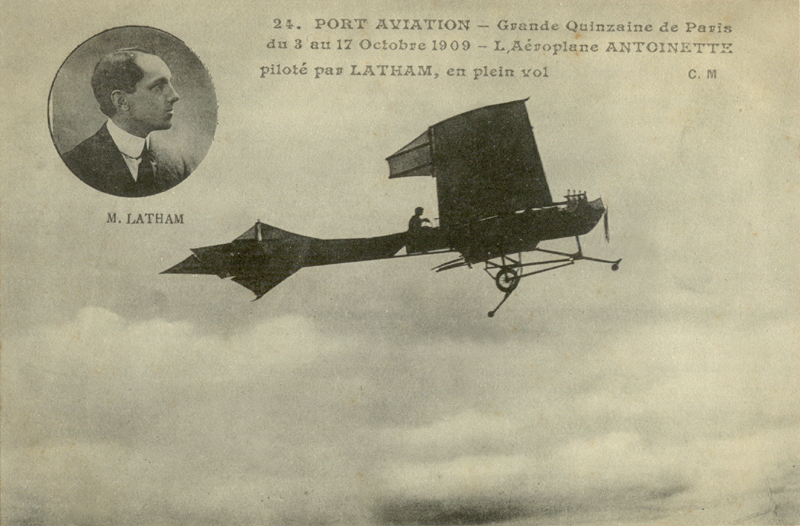
Bild på Latham och flygplanet Antoinette.